# Cantón de Beaumont-sur-Oise
El cantón de Beaumont-sur-Oise era una división administrativa francesa, que estaba situada en el departamento de Valle del Oise y la región de Isla de Francia.

## Composición
El cantón estaba formado por ocho comunas:
- Beaumont-sur-Oise
- Bernes-sur-Oise
- Bruyères-sur-Oise
- Champagne-sur-Oise
- Mours
- Nointel
- Persan
- Ronquerolles

## Supresión del cantón de Beaumont-sur-Oise
En aplicación del Decreto nº 2014-168 de 17 de febrero de 2014, el cantón de Beaumont-sur-Oise fue suprimido el 22 de marzo de 2015 y sus 8 comunas pasaron a formar parte del nuevo cantón de L'Isle-Adam.